# Eva Remaeus
Eva Britt Remaeus, i en periode Remaeus Jönson (født 13. februar 1950 i Lund, død 29. januar 1993 på Gran Canaria (folkeregisteradresse i Stockholms län), var en svensk skuespillerinde, kendt fra tv-julekalenderen Fem myror är fler än fyra elefanter.

## Biografi
Eva Remaeus voksede op i Malmø som datter af Gösta Remaeus og Stina Wihlborg. Hun studerede ved Lunds Universitet 1969–1972 og gik på Statens scenskola i Malmø 1973–1974.
Remaeus blev især kendt som Eva i børneprogrammet Fem myror är fler än fyra elefanter sammen med Magnus Härenstam og Brasse Brännström, men hun medvirkede også i et antal film, for eksempel Sven Klangs kvintet med musikteatergruppen Oktober, som hun tilhørte 1972–1980, og Bo Widerbergs politifilm Manden på taget. Hun var også en tid programleder for Världsmagasinet i TV.
År 1977 medvirkede hun i Tältprojektet. Hun var også med i musikgruppen Wiwili og meget aktiv i menneskerettighedsarbejde. Hun fik blandt andet gennemført opførelsen af en skole i Esperanza i Nicaragua.

## Familie og privatliv
Hun var 1982–1991 gift med skuespilleren Jan Jönson (født 1947) og fik med ham datteren Jovanna Remaeus Jönson (født 1982) som også arbejder med teater og film.
Eva Remaeus døde efter en hjernekræft. Hun er begravet på Lovö kyrkogård.

## Filmografi
- 1976 Sven Klangs kvintet
- 1976 Manden på taget
- 1978 Tältet
- 1980 Prins Hatt under jorden
- 1983 Katy
- 1988 Det är långt till New York
- 1988 Xerxes